# Tachytrechus utahensis
Tachytrechus utahensis är en tvåvingeart som beskrevs av Harmston och Frank Hall Knowlton 1940. Tachytrechus utahensis ingår i släktet Tachytrechus och familjen styltflugor.
Artens utbredningsområde är Utah. Inga underarter finns listade i Catalogue of Life.